# Freewheel Burning
Freewheel Burning è una canzone dei Judas Priest, pubblicata come singolo di lancio dell'album Defenders of the Faith. È stata pubblicata nel dicembre del 1983, circa un mese prima dell'uscita dell'album, avvenuta nel gennaio del 1984. Il singolo ha raggiunto la posizione numero 42 della Official Singles Chart nel Regno Unito.
La versione pubblicata nell'edizione 12" del singolo presenta un'introduzione di chitarra più lunga, non inclusa nella versione contenuta nell'album.
La canzone è stata accompagnata da un video musicale che mostra filmati della band accompagnati a quelli di un ragazzo mentre gioca a Pole Position.
Negli anni, la canzone è stata reinterpretata dai Fozzy nell'album Happenstance (2002) ed inserita nella colonna sonora del videogioco Gran Turismo 4 (2005).

## Tracce
7"
1. Freewheel Burning – 4:23
2. Breaking the Law (live) – 2:43

12"
1. Freewheel Burning – 4:57
2. Breaking the Law (live) – 2:43
3. You've Got Another Thing Comin' (live) – 7:33